# 6123 Aristoteles
A 6123 Aristoteles (ideiglenes jelöléssel 1987 SH2) a Naprendszer kisbolygóövében található aszteroida. Eric Walter Elst fedezte fel 1987. szeptember 19-én.